# Henri-Oswald de La Tour d'Auvergne
Pour les autres membres de la famille, voir Maison de La Tour d'Auvergne.
Henri-Oswald de La Tour d'Auvergne dit l'« abbé d'Auvergne » puis le « cardinal d'Auvergne », est un homme d'Église français , né à Barcy (diocèse d'Anvers) le 5 novembre 1671 et mort le 23 avril 1747 à Paris.
Successivement archevêque  de Tours (1719-1721) puis archevêque de Vienne (1721-1745), il est élevé au cardinalat en 1737.

## Biographie

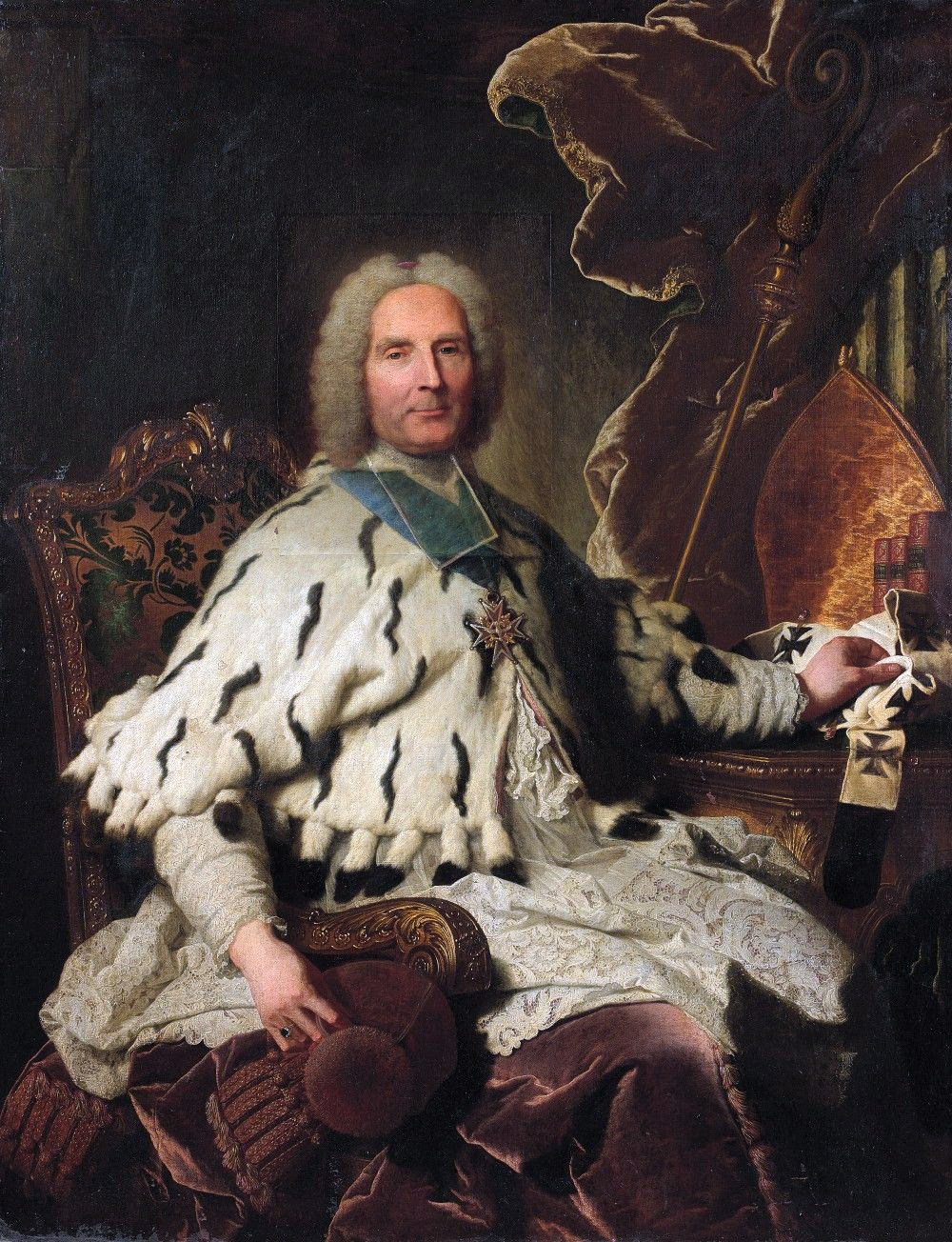
Hyacinthe RIGAUD - Portrait de Henri-Oswald de La Tour d'Auvergne - 1735 - huile sur toile - 150 × 115 cm - collection particulière, Paris

L'un des treize enfants de Frédéric-Maurice de la Tour d’Auvergne, comte d’Auvergne et d’Oliergues, marquis de Lanquais, lieutenant-général et de sa première épouse, la princesse Françoise de Hohenzollern-Hechingen (1642-1698), marquise de Bergen-op-Zoom, Henri-Oswald fait ses études à la Sorbonne où il obtient son doctorat de théologie en mai 1695.
Dès lors, il poursuit une carrière ecclésiastique de haut-vol : vicaire général de l'archidiocèse de Vienne, chanoine de la cathédrale de Strasbourg (1684) puis de Liège, abbé commendataire de Redon de 1692 à 1740 puis de Conches (1694), prieur de Saint-Pierre-Saint-Paul de Souvigny, de 1708 à 1718, vicaire général de son oncle (le futur cardinal de Bouillon, alors abbé de Cluny, Tournus et Saint-Martin), coadjuteur de Cluny (1697), abbé lui-même (1715), et enfin chanoine et Grand-Prévôt de la cathédrale de Strasbourg (1697).
Il fréquente les salons littéraires et les fêtes des Grandes Nuits de Sceaux, de la duchesse du Maine, parmi les chevaliers de l'Ordre de la Mouche à Miel, dans le cadre du château de Sceaux. A Souvigny, il eut à son service l'architecte Pierre Delisle-Mansart qui avait dirigé les ouvrages du pont de Moulins, de 1705 à 1710, conçu par son cousin Jules Hardouin-Mansart. Il lui confia les aménagements du prieuré où l'architecte s'éteignit en 1710. 
Archevêque  de Tours (1719-1721), puis de Vienne (1721), il assiste à l’assemblée du clergé de 1723 et est le premier aumônier du roi de 1732 à 1742. Louis XV le fait commandeur de l’ordre du Saint-Esprit le 24 mai 1733.
Cardinal-prêtre du Consistoire le 20 décembre 1737, il part également pour Rome afin d'assister au conclave du 17 février 1740. Si Saint-Simon nous rapporte que le cardinal de Bouillon avait intrigué dès 1698 pour que son neveu devienne cardinal « au scandale public le plus éclatant et le plus éclaté », il finit par recevoir les insignes du cardinalat, le 16 septembre 1740.
À dire le vrai, Saint-Simon le détestait, principalement par ce qu’il eut partie liée avec l'affaire de l’Histoire généalogique de la maison de Bouillon quelques dizaines d’années plus tôt et surtout, parce que « l’abbé d’Auvergne » comme il se faisait nommer, avait un goût prononcé pour les frais valets :
Dans son diocèse, Henry-Oswald de La Tour d'Auvergne commande à Michel-Ange Slodtz un tombeau monumental pour le chœur de la cathédrale de Vienne où il est inhumé avec son prédécesseur, l'archevêque Armand de Montmorin de Saint-Hérem.
Son buste, exécuté par le même Michel-Ange Slodtz, est conservé au château du Lude.
Son portrait, exécuté en 1735 par Hyacinthe Rigaud, fut vendu à Paris le 4 avril 2016 par l'étude L'Huillier pour 650.000 euros hors frais.

### Résidences
Le cardinal d'Auvergne résida à Paris dans l'hôtel de ses parents, 28 rue Saint Dominique, actuelle Maison de la Chimie, puis dans un autre hôtel qu'il acheta et fit réaménager de 1738 à 1740 par Servandoni, à l'actuel emplacement du 53 rue de l'Université. Il mourut dans cet hôtel, où il avait constitué une bibliothèque de plus de 9000 volumes et qui a disparu au percement de la rue de Villersexel, dans les années 1880.

### Iconographie
- Hyacinthe Rigaud, Portrait du cardinal d'Auvergne (1732)

### Distinctions
- commandeur des ordres du Roi (1733)

### Sources
- Fiche sur le site fiu.edu